# ドレスデンSバーン
ドレスデンSバーン（ドイツ語: S-Bahn Dresden）は、ドイツのドレスデンを中心とする都市近郊鉄道（Sバーン）である。

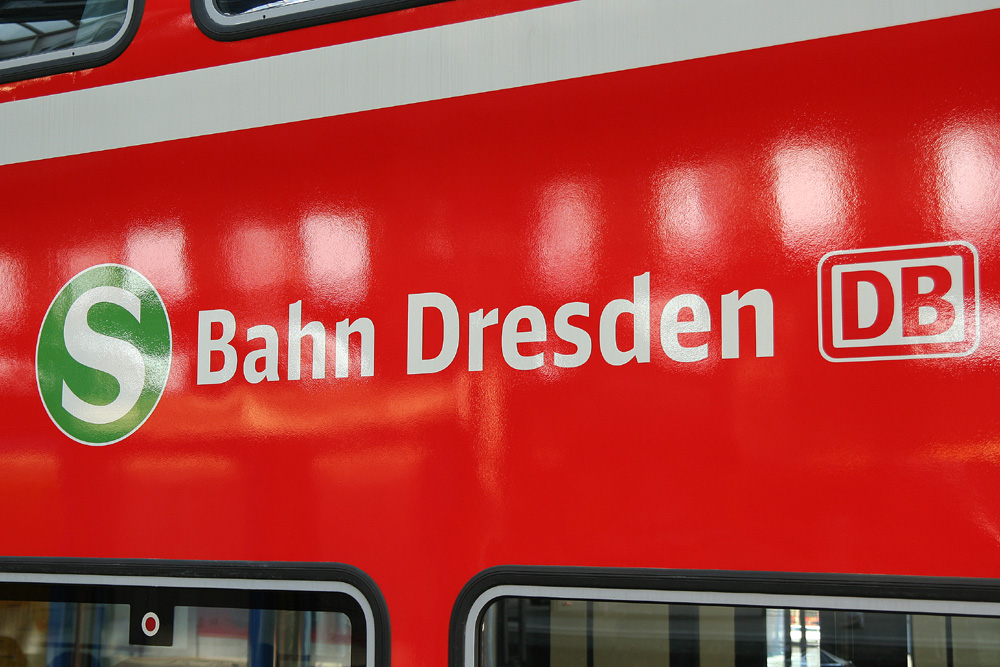
Logo der S-Bahn Dresden an einem Doppelstockwagen

## 路線
| 系統 | 運行経路 | 距離    | 運行間隔       | 関連鉄道路線                                                                      | 備考                                              |
| ---- | --- | ------- | -------------- | --------------------------------------------------------------------------------- | ------------------------------------------------- |
| S 1  | マイセン・トリービシュタール - マイセン - コスヴィク - ラーデーボイル東駅 - ノイシュタット - ドレスデン中央駅 - ハイデナウ - ピルナ - バート・シャンダウ - ショェーナ | 77.0 km | 15分/30分/60分 | ボルスドルフ - コスヴィク線、ライプツィヒ–ドレスデン線、ジェチーン - ドレスデン線 |                                                   |
| S 2  | ドレスデン空港 - クロツシェ - ノイシュタット - ドレスデン中央駅( - ハイデナウ - ピルナ)                                                                               | 32.1 km | 30分           | ドレスデン空港線、ゲルリツ - ドレスデン線、ジェチーン - ドレスデン線              |                                                   |
| S 3  | ドレスデン中央駅 - フライタール・ハインスベルク - ターラント(- クリンゲンベルク・コルムニツ - フライベルク)                                                           | 40.1 km | 30分           | ドレスデン - ヴェルダウ線                                                         | ターラント - フライブルク間は通勤時間のみ60分間隔 |
| S 8  | カーメンツ - プルスニッツ - グロースロェールスドルフ - ラーデベルク - ランゲブリュック - クロツシェ - ノイシュタット - ドレスデン中央駅                               | 48.4 km | 30分/60分      | ゲルリッツ - ドレスデン線、カーメンツ - ピルナ線                                  | 非電化区間                                        |

## 歴史
Sバーンの運賃システムは1974年9月29日にドレスデン周辺における一連の通勤列車の路線網へ導入された。1992年5月31日までこの路線網は都市・近郊列車路線（Stadt- und Vorortverkehr, SV-Verkehr）と命名されたが、その日以来「Sバーン」の通称が公式的に使用されている。1998年5月24日、Sバーンは上エルベ運輸連合（Verkehrsverbund Oberelbe, VVO）の出帆とともにその運賃システムに統合された。
2007年7月より13両の二階建制御客車および40両の二階建中間客車がボンバルディアから供給されて、段階的にSバーン路線に投入された。同年12月9日にRB30系統はS3の路線としてS30系統に改称されて、Sバーン路線網はフライベルクまで拡張されることとなった。
- S30: フライベルク - ムルデンヒュテン - ニーダーボブリッツシュ - クリンゲンベルク・コルムニッツ - エドレ・クローネ - ターラント - ドレスデン

2010年12月にドレスデン - フライベルク路線はS3に統合された。
2021年12月12日に既存のRB34系統がS8系統として編入されて、路線網はカーメンツまで拡張されることとなった。

## 車両
電気機関車と客車によるプッシュプル運転が行われている。2021年現在、客車は2階建て客車を使用し、機関車は143形と146.0形（TRAXX）が使用されている。非電化区間では642形気動車が運行される。

ドレスデンSバーンの歴代車両
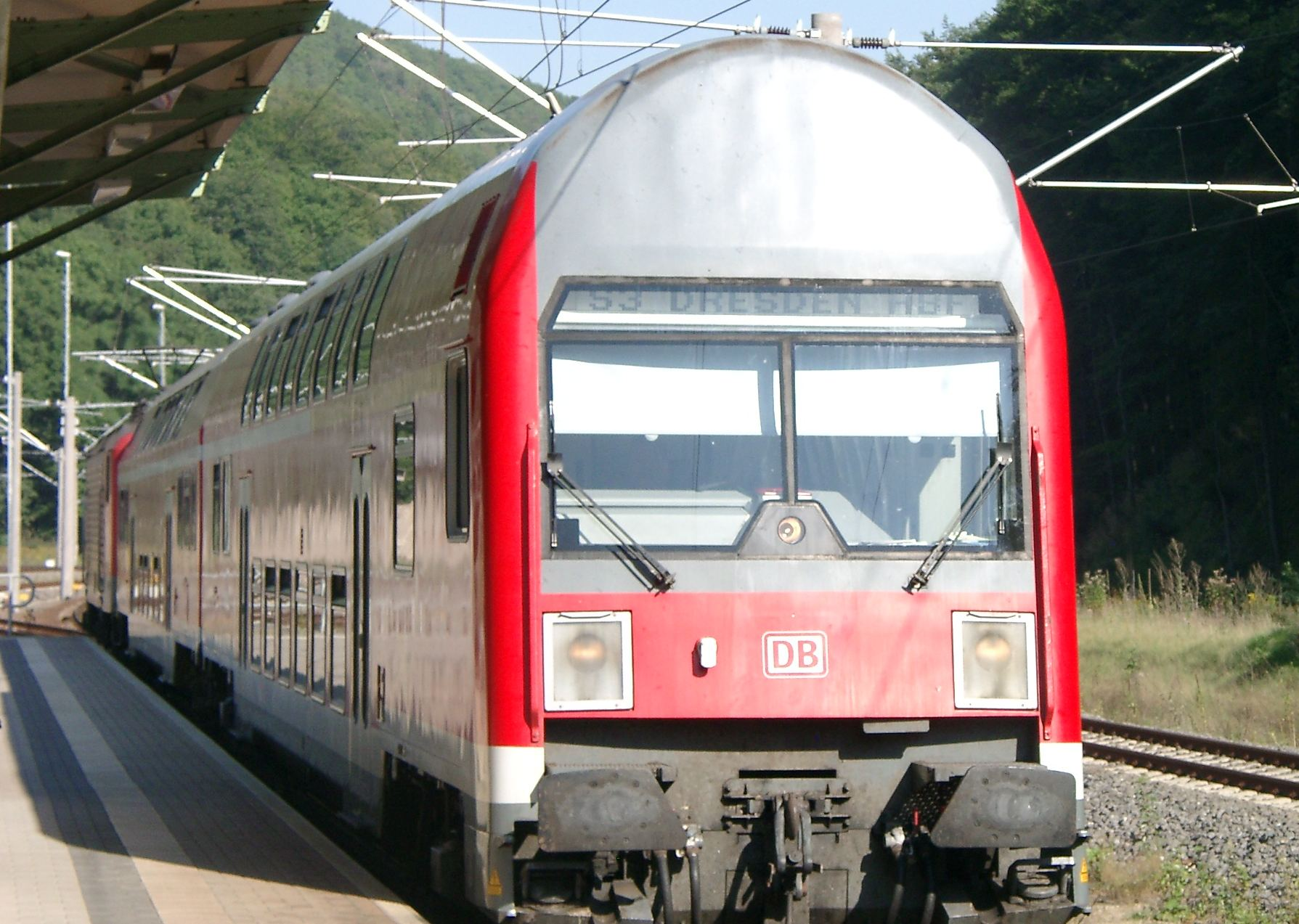
ターラント駅で停車するS3列車（2005年、1990年代製造の二階建客車）
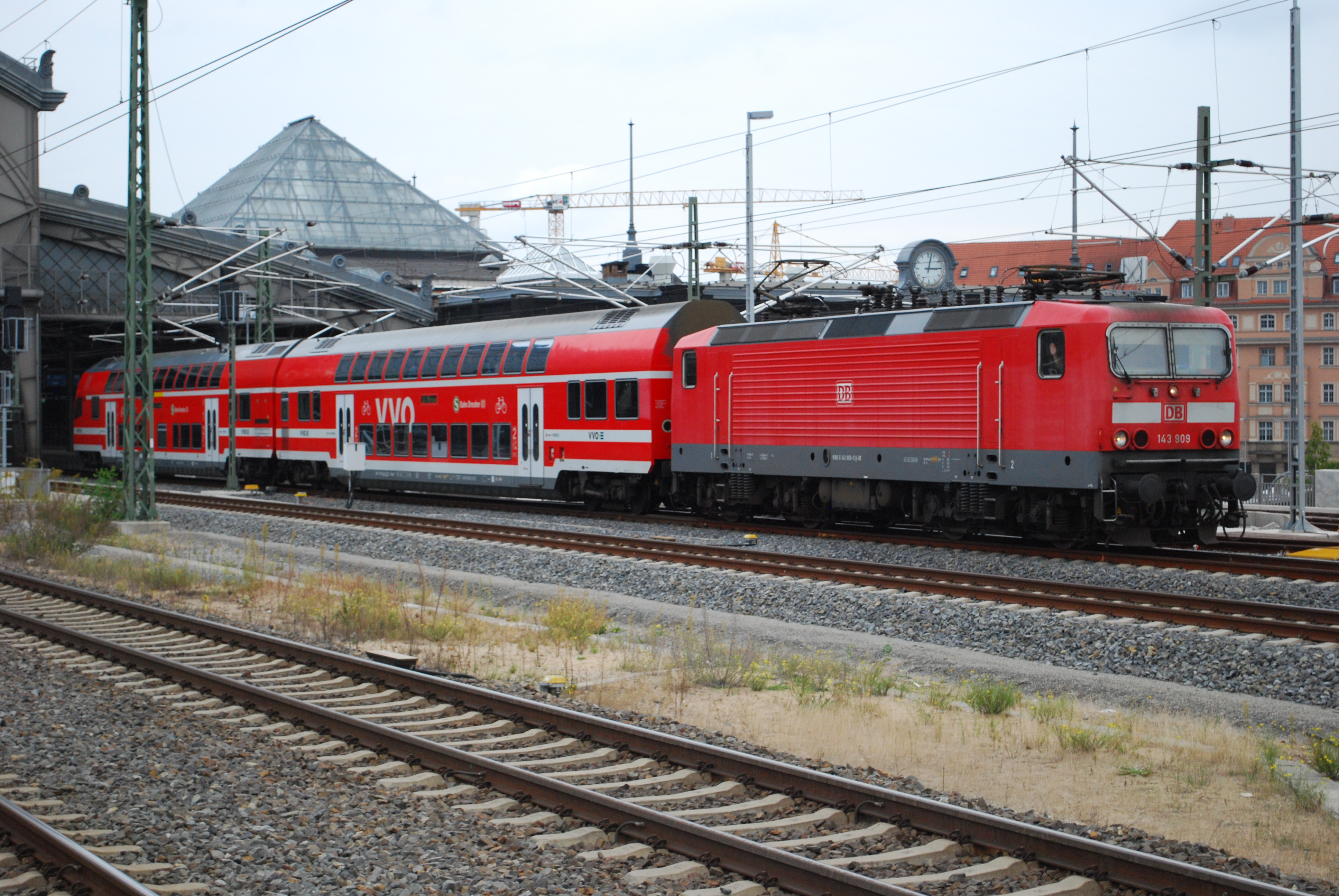
ドレスデン・ノイシュタット駅で発車する、143形機関車牽引のSバーン列車
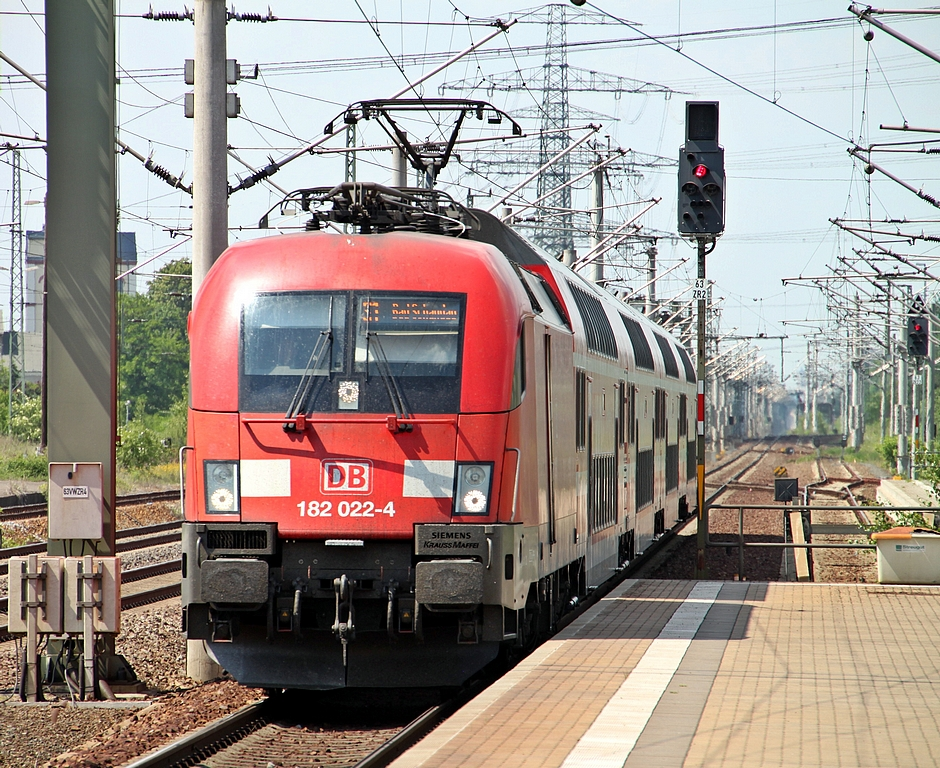
ハイデナウ駅に接近する、182形機関車牽引のS1列車